# Hualālai
L'Hualālai è un vulcano situato sull'isola Hawaii. Il suo nome, secondo la leggenda, è dovuto a quello della donna del navigatore Hawaiʻi Loa, il quale scoprì l'arcipelago insieme a degli esploratori polinesiani.
Si tratta del terzo vulcano più attivo dell'isola dopo il Kīlauea e il Mauna Loa. Alto 2,521 metri sopra il livello del mare, la sua prominenza topografica è pari a 936 metri. Sebbene l'ultima eruzione risalga al 1801, il vulcano è ritenuto ancora attivo.
La costa adiacente al Hualālai ospita alcuni villaggi turistici e un parco nazionale storico.

## Geologia
Il vulcano Hualālai è il più occidentale fra quelli dell'isola, non ha caldera, ma c'è un cratere vulcanico di circa 0.48 km. Gran parte della zona sud (dove oggi c'è la città di Kailua-Kona) è costituita da colate di lava ricoperte da uno strato di cenere di uno spessore che varia dai 10 ai 100 cm.
In confronto agli altri vulcani dell'isola, è il terzo più alto, il terzo più antico, il terzo più attivo e il secondo più piccolo. Il cono vulcanico del Hualālai, denominato Puʻu Waʻawaʻa, è costituito da trachite, un tipo di lava che non esiste su nessun altro vulcano delle Hawaii; la trachite scorre molto più lentamente rispetto alla lava classica e ciò è dovuto all'elevata presenza di silice (circa il 62%, mentre nell'altra è circa il 50%). I geologi hanno ipotizzato che il cono si sia formato da un'eruzione di pomice avvenuta circa 100.000 anni fa.
Il vulcano Haulālai è noto anche per essere una fonte di xenolite, una roccia proveniente dal mantello terrestre ed emersa per mezzo delle colate laviche. Molti depositi preistorici, come anche quelli dell'ultima eruzione, contengono xenoliti di grandi dimensioni in grandi quantità.
Nei pressi del vulcano è stato rinvenuto del basalto tholeiitico ad una profondità di 23 metri. Gli studi geologici hanno mostrato che la superficie del vulcano è stata ricoperta di lava durante gli ultimi 5000 anni. Tra il 1700 e il 1801 le eruzioni sono avvenute tramite sei diverse fessure; due delle colate sono finite nel mare dalla parte occidentale dell'isola.